# François Migault
François Migault (Le Mans, 1944. december 4. – Parigné-l'Évêque, 2012. január 29.) francia autóversenyző.

## Pályafutása
1972 és 1975 között a Formula–1-es világbajnokság tizenhat versenyén vett részt. Tizenhárom versenyen tudta magát kvalifikálni a futamra is, ám pontot egy alkalommal sem szerzett. Legjobb eredménye a sorozatban egy tizennegyedik helyezés az 1974-es francia nagydíjon elért tizennegyedik pozíció volt.
1972 és 2001 között összesen huszonöt alkalommal indult a Le Mans-i 24 órás autóversenyen. Ez időszak alatt háromszor állt a dobogón (1974, 1976, 1981).

## Eredményei

### Teljes Formula–1-es eredménylistája
(Táblázat értelmezése)

(Félkövér: pole-pozícióból indult; dőlt: leggyorsabb kört futott) 

| Év   | Csapat                       | Modell        | Motor       | 1      | 2      | 3      | 4      | 5      | 6      | 7      | 8      | 9      | 10     | 11     | 12  | 13     | 14  | 15  | Helyezés | Pont |
| ---- | ---------------------------- | ------------- | ----------- | ------ | ------ | ------ | ------ | ------ | ------ | ------ | ------ | ------ | ------ | ------ | --- | ------ | --- | --- | -------- | ---- |
| 1972 | Darnvall Connew              | Connew PC1    | Cosworth V8 | ARG    | RSA    | ESP    | MON    | BEL    | FRA    | GBR Ni | GER    | AUT Ki | ITA    | CAN    | USA |        |     |     | -        | 0    |
| 1974 | Team BRM                     | BRM P160E     | BRM V12     | ARG Ki | BRA 16 | RSA 15 | ESP Ki | BEL 16 | MON Ki | SWE    |        | FRA 14 | GBR Hn | GER Nk | AUT |        |     |     | -        | 0    |
| 1974 | Team BRM                     | BRM P201      | BRM V12     |        |        |        |        |        |        |        | NED Ki |        |        |        |     | ITA Ki | CAN | USA | -        | 0    |
| 1975 | Embassy Racing / Graham Hill | Hill GH1      | Cosworth V8 | ARG    | BRA    | RSA    | ESP Hn | MON    | BEL Ki | SWE    | NED    |        |        |        |     |        |     |     | -        | 0    |
| 1975 | Frank Williams Racing Cars   | Williams FW03 | Cosworth V8 |        |        |        |        |        |        |        |        | FRA Ni | GBR    | GER    | AUT | ITA    | USA |     | -        | 0    |

### Le Mans-i 24 órás autóverseny
| Év   | Csapat                             | Autó                 | Csapattárs            | Csapattárs         | Helyezés         |
| ---- | ---------------------------------- | -------------------- | --------------------- | ------------------ | ---------------- |
| 1972 | Charles Pozzi                      | Ferrari 365 GTB/4    | Daniel Rouveyran      |                    | Kiesett          |
| 1973 | North American Racing Team         | Ferrari 365 GTB/4    | Luigi Chinetti Jr.    |                    | 13.              |
| 1974 | Équipe Gitanes                     | Matra-Simca MS670C   | Jean-Pierre Jabouille |                    | 3.               |
| 1975 | Gitanes Automobiles Ligier         | Ligier JS2           | Henri Pescarolo       |                    | Kiesett          |
| 1976 | Grand Touring Cars Inc.            | Mirage GR8           | Jean-Louis Lafosse    |                    | 2.               |
| 1977 | North American Racing Team         | Ferrari 365 GT4/BB   | Lucien Guitteny       |                    | 16.              |
| 1978 | Ecurie Grand Competition Cars      | Ferrari 365 GT4/BB   | Lucien Guitteny       |                    | 16.              |
| 1979 | Alain de Cadenet                   | De Cadenet-Lola T380 | Alain de Cadenet      |                    | Kiesett          |
| 1980 | Alain de Cadenet                   | De Cadenet-Lola LM   | Alain de Cadenet      |                    | 7.               |
| 1981 | Otis Jean Rondeau                  | Rondeau M379         | Gordon Spice          |                    | 3.               |
| 1982 | Malardeau Automobiles Jean Rondeau | Rondeau M382         | Gordon Spice          | Xavier Lapeyre     | Kiesett          |
| 1983 | Peer Racing                        | Ford C100            | Dave Kennedy          | Martin Birrane     | Kiesett          |
| 1984 | John Bartlett Racing               | Lola T610            | Steve Kempton         | François Sérvanin  | Kiesett          |
| 1986 | WM Secateva                        | WM P86               | Jean-Daniel Raulet    | Michel Pignard     | Kiesett          |
| 1987 | WM Secateva                        | WM P86               | Jean-Daniel Raulet    | Pascal Pessiot     | Kiesett          |
| 1987 | WM Secateva                        | WM P86               | Jean-Daniel Raulet    | Pascal Pessiot     | Kiesett          |
| 1988 | Courage Compétition                | Courage C22          | Paul Belmondo         | Katajama Ukjó      | Kiesett          |
| 1990 | Automobiles Louis Descartes        | ALD C289             | Gérard Tremblay       | Jacques Heuclin    | Kiesett          |
| 1991 | Courage Compétition                | Cougar C26S          | Lionel Robert         | Jean-Daniel Raulet | 11.              |
| 1992 | TDR Spice Racing                   | Spice SE90C          | Chris Hodgetts        | Thierry Lecerf     | nem rajtoltak el |
| 1993 | Porsche Kremer Racing              | Porsche 962CK6       | Andy Evans            | Tomas Saldaña      | 13.              |
| 1994 | Rent-A-Car Racing Team             | Dodge Viper RT/10    | Denis Morin           | Philippe Gache     | nem értékelhető  |
| 1995 | Team Marcos                        | Marcos Mantara LM600 | David Leslie          | Chris Marsh        | nem értékelhető  |
| 1998 | Pilot Racing                       | Ferrari 333 SP       | Michel Ferté          | Pascal Fabre       | Kiesett          |
| 2001 | S & R Rowan Racing Ltd.            | Pilbeam MP84         | Warren Carway         | Martin O'Connell   | Kiesett          |